# Deishuan Booker
Deishuan Booker, né le 29 décembre 1996 à Las Vegas aux États-Unis, est un joueur américain de basket-ball. Il évolue aux postes de meneur et d'arrière.

## Biographie
En mars 2022, Booker s'engage avec Fos Provence Basket, club français de première division, jusqu'à la fin de la saison.